# Patrick Pearse
Patrick Henry Pearse (também conhecido como Pádraig Pearse; em irlandês:  Pádraig Anraí Mac Piarais; An Piarsach; 10 de novembro de 1879 – 3 de maio de 1916) foi um professor, advogado, poeta, escritor, nacionalista e um ativista político irlandês que foi um dos líderes da Revolta da Páscoa de 1916. Ele foi escolhido para ser "Presidente do Governo Provisório" da República Irlandesa em um dos boletins liberados pelos líderes da revolta, sendo que os status do posto foi disputado por outros membros do movimento. Ao fim da insurreição, Pearse foi executado pelos ingleses, junto com seu irmão (Willie Pearse) e quatorze outros membros da rebelião. Pearse passou a ser visto por muitos como a personificação da revolta.